# Raphionacme linearis
Raphionacme linearis là một loài thực vật có hoa trong họ La bố ma. Loài này được K.Schum. miêu tả khoa học đầu tiên năm 1893.